# Nowe Karcze (Podła Góra)
Nowe Karcze – część wsi Podła Góra w Polsce położona w województwie lubuskim, w powiecie świebodzińskim, w gminie Skąpe.
W latach 1975–1998 miejscowość administracyjnie należała do województwa zielonogórskiego.